# 古川龍星
古川龍星（ふるかわ りゅうせい、2000年12月6日 - ）は、福岡県筑紫野市出身のプロサッカー選手。Siem Reap FC所属。ポジションは主にフォワード。

## 人物・来歴
6歳からボールを蹴り始め、中学1年生から中学3年生まで中学校サッカー部でプレーした。個人としては選抜などに選出された。
高校1年生から高校3年生まで東海大学付属福岡高等学校プレーし、卒業後にオーストラリアに渡航し、パラマッタFCのトライアルに参加、同クラブへ入団する事が決まった。
その翌年にバンクスタウン・シティFCに移籍した。
同年にコロナウイルスがオーストラリアでも急拡大しリーグ戦は1試合のみで中止となった。
その後、2020年の7月にリトアニアへ舞台を移し、同国の2部リーグに所属するFKミニヤとプロ契約、そしてこの地でプロキャリアをスタートさせた。
2021年7月、モンゴル・ナショナルプレミアリーグのハンガリッドFCと契約。リーグ戦初出場は7月25日の対デレンFC戦で、この試合では先発出場して78分までプレーし、19分にフリーキックから1アシスト、さらに60分には左サイドを華麗なドリブルで突破しクロスから2アシスト目をマークして印象的なデビューを飾った。
その後モンゴル国内の名門FC Ulaanbaatarに移籍し、モバプレミアリーグ準優勝でシーズンを終え、同年7月Tuv Buganuudへ移籍しMFF Cupを優勝し、決勝戦でも同点ゴールを決めチームの勝利に貢献した。
2022/2023シーズンは23試合に出場し13ゴール8アシストをマークした。

## 所属クラブ
- 2016年 - 2019年 東海大学付属福岡高等学校
- 2019年  パラマッタFC
- 2019年 12月 - 2020年4月  バンクスタウン・シティFC
- 2021年 1月 -  FKミニヤ
- 2021年 7月 -  ハンガリッドFC
- 2022年 1月 -  FC Ulaanbaatar
- 2022年 7月 -  Tuv Buganuud